# Karl Joseph Hadik von Futak
Karel Josef hrabě Hadik z Futaku (německy Karl Joseph Reichsgraf Hadik von Futak, maďarsky Futaki gróf Hadik Károly József) (28. října 1756 Levoča, Horní Uhry – 24. června 1800 Alessandria, Itálie) byl uherský šlechtic a rakouský generál. V armádě sloužil od sedmnácti let, vyznamenal se účastí ve válkách proti republikánské Francii a první fázi napoleonských válek. V roce 1797 dosáhl hodnosti polního podmaršála. Zemřel na následky zranění z bitvy u Marenga.

## Životopis
Pocházel ze šlechtického rodu Hadiků z Horních Uher připomínaného od 16. století, narodil se jako druhorozený syn polního maršála hraběte Andreje Hadika (1710–1790), slavného vojevůdce sedmileté války, matka Františka Barbora (1725–1787) pocházela z rodu Lichnowských z Woštic. Do císařské armády vstoupil v roce 1773 a kariéru zahájil v husarském pluku č. 23, kterému velel jeho otec. Již v roce 1776 byl rytmistrem, v roce 1777 byl spolu s otcem a bratry povýšen do říšského hraběcího stavu, zároveň se stal císařským komořím. Pod otcovým velením se zúčastnil války o bavorské dědictví (1778–1779). V roce 1779 byl povýšen na majora a v roce 1789 se stal nejmladším plukovníkem jezdectva v rakouské armádě. Opět pod svým otcem bojoval ve válce proti Turkům, kde se vyznamenal při obléhání Bělehradu.
Na počátku válek s republikánskou Francií byl se svým plukem převelen do Bruselu v tehdejším Rakouském Nizozemí (dnešní Belgie). V roce 1792 se uplatnil při dobytí pevnosti Maubeuge (ztracené ovšem v následujícím roce), pod velením prince Josiase Koburského vynikl ve vítězné bitvě u Neerwindenu (1793). Se střídavými úspěchy se zúčastnil dalších bojů v Belgii, v roce 1794 byl povýšen na generálmajora a téhož roku obdržel rytířský kříž Řádu Marie Terezie. Pod velením arcivévody Karla pak bojoval v Německu a na Rýně, vyznamenal se ve vítězné bitvě u Würzburgu (1796). V dubnu 1797 byl se svou divizí převelen do severní Itálie, téhož roku byl povýšen do hodnosti polního podmaršála a získal komandérský kříž Řádu Marie Terezie. Během druhé koaliční války bojoval ve vítězné bitvě u Novi (1799), v níž osobně vedl do boje první útočnou kolonu jezdectva. Samostatně velel v květnu 1800 v menším střetnutí u Romano-Chiusella, kde se utkal s francouzským generálem Lannesem. Taktické vítězství zůstalo nevyužito kvůli liknavosti rakouského vrchního velitele Melase, s nímž se Hadik následně dostal do kompetenčního sporu. V bitvě u Marenga (14. 6. 1800), která patřila k nejslavnějším Napoleonovým triumfům, byl Hadik vážně zraněn na celé pravé polovině těla. Byl převezen do polní nemocnice v Alessandrii, kde mu byla amputována pravá ruka a pravá noha. Na následky infekce, krvácení a septického šoku zemřel o měsíc později.
Celoživotně byl srovnáván se svým slavným otcem, díky tomu si také po celou kariéru doplňoval vzdělání. Byl vynikajicím jezdcem a šermířem, proslul svými vědomostmi v kartografii a díky tomu se uplatnil jako štábní důstojník s účastí na plánování vojenských operací. Částečné znalosti si osvojil také v oboru medicíny. Byl také odpůrcem protekce a nepotismu v armádě, přestože sám jako syn slavného otce prodělal v mládí rychlou kariéru.

## Rodina
V roce 1781 se oženil s hraběnkou Marií Terezií Krakovskou z Kolovrat (1756-1844), dámou Řádu hvězdového kříže a dcerou českého nejvyššího sudího Prokopa II. Krakovského z Kolovrat. Z jejich manželství se narodili synové Vilém Karel (1784–1819) a Friedrich Andreas (1786–1839), oba sloužili v armádě. Díky sňatku získal Karel Josef Hadik příbuzenské vazby na několik osobností z řad české šlechty, jeho švagry byli polní maršál Jan Karel Krakovský z Kolovrat (1748–1816), pozdější pražský arcibiskup Alois Josef Krakovský z Kolovrat (1759–1833) nebo hrabě Prokop Lažanský z Bukové (1741–1804), rakouský nejvyšší kancléř.
Karlův mladší bratr Andreas (1764–1840) byl také účastníkem napoleonských válek a nakonec dosáhl hodnosti generála jezdectva (1827). Od jejich nejstaršího bratra Jana (1755–1833) pochází dodnes žijící linie hrabat Hadiků. Jejich bratrancem byl kníže Karel Alois Lichnovský z Voštic (1761–1814), který proslul především jako mecenáš Ludwiga van Beethovena.